# ウィリアム・コクラン (第5代ダンドナルド伯爵)
第5代ダンドナルド伯爵ウィリアム・コクラン（英語: William Cochrane, 5th Earl of Dundonald、1708年 – 1725年1月27日）は、スコットランド貴族。

## 生涯
第4代ダンドナルド伯爵ジョン・コクランと1人目の妻アン・マレー（Anne Murray、1687年10月31日 – 1710年11月30日、初代ダンモア伯爵チャールズ・マレーの次女）の息子として、1708年に生まれた。
1720年6月5日に父が死去すると、ダンドナルド伯爵の爵位を継承したが、自身も生涯未婚のまま1725年1月27日に死去、親族のトマス・コクラン（祖父の弟ウィリアムの次男）が爵位を継承した。